# 拉珀斯維倫

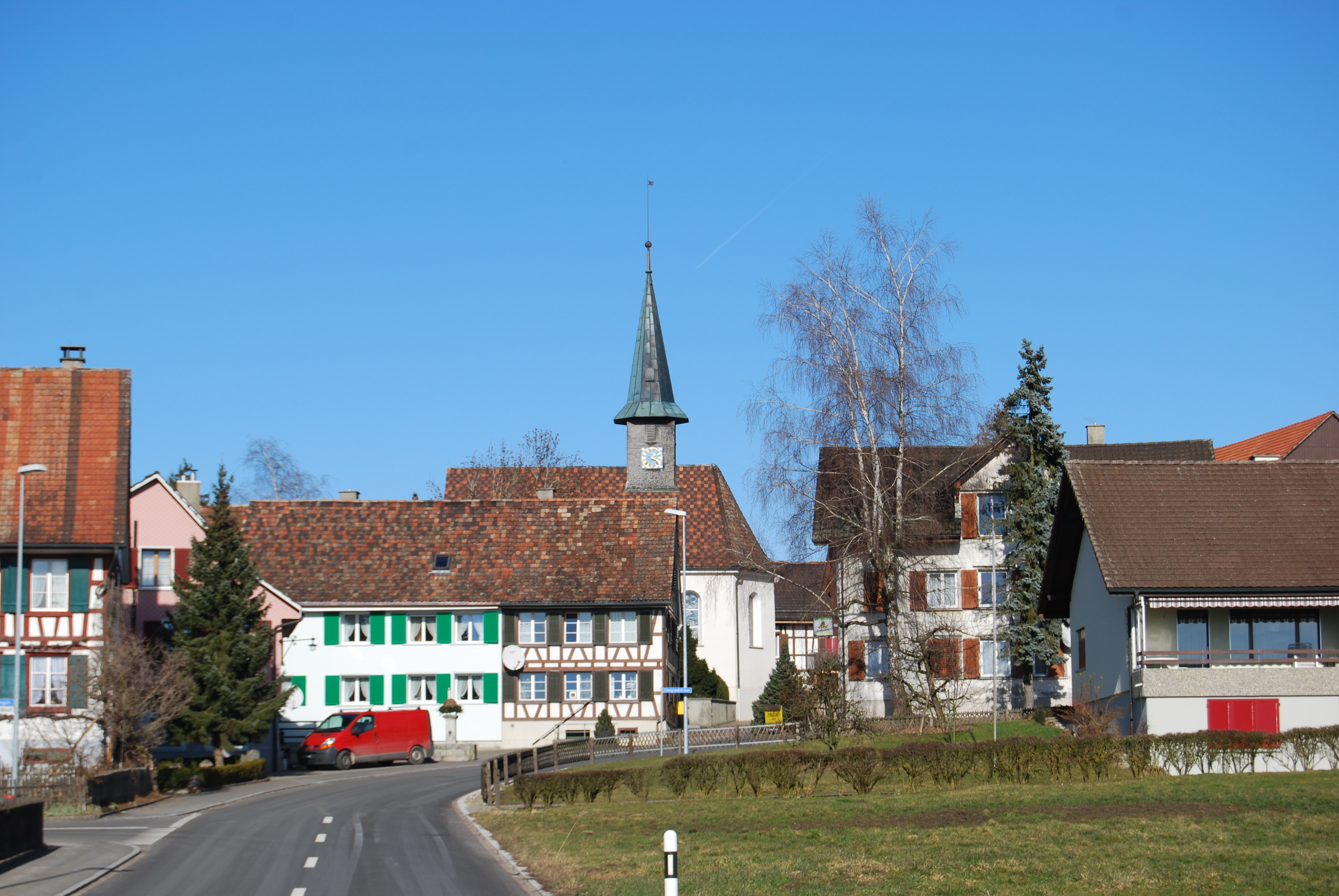

拉珀斯維倫是瑞士的城鎮，位於該國東北部，由圖爾高州負責管轄，面積7.67平方公里，海拔高度582米，2012年人口403，七成人口信奉基督教，人口密度每平方公里53人。